# Оуэн, Джонни
Джон Ричард Оуэнс (07.01.1956 — 04.11.1980) — боксёр-профессионал из Уэльса, более известный как Джонни Оуэн. За его хрупкий внешний вид называли 'Бионик' и 'Спичка из Мертира'. На протяжении своей короткой карьеры он был чемпионом Великобритании и Европы в легчайшем весе, став первым валлийцем в этом весе. Во время боя против Лупе Пинтора за его пояс чемпиона мира в легчайшем весе, Оуэн был отправлен в нокаут в двенадцатом раунде. Оуэн впал в кому и после семи недель, не приходя в сознание, скончался. В память о его жизни и карьере был воздвигнут памятник в его родном городе Мертир-Тидвил.

## Ранняя жизнь и карьера
Джонни Оуэн стал четвёртым ребёнком из восьми в семье Дика и Эдит Оуэнс 7 января 1956 года в городе Мертир-Тидвил. Начал боксировать в восемь лет и провёл сто двадцать шесть боев как любитель. Особенными достижениями в его любительской карьере стали несколько уэльских наград.
Оуэн обладал дружелюбным характером, был тихим и сдержанным вне ринга. На ринге же Оуэн был грозным противником, его решимость и сила не совмещалась с его хрупким телом, как и невероятная выносливость, приобретенная многочасовыми пробежками по крутым холмам Южного Уэльса.
Дебютировал как профессионал 30 сентября 1976 года, победив по очкам Джорджа Саттона в Понтипуле; на тот момент Саттон был третьим претендентом за британский титул.

## Профессиональная карьера
Удачно стартовав среди профессионалов, Оуэн стал чемпионом Уэльса в легчайшем весе после шести боев, также нокаутировав Пэдди Магуайра, став десятым претендентом за британский пояс. Под руководством своего менеджера и тренера Дея Гардинера, Оуэн стал лидером на внутренней арене своего веса, что позволило в конце 1978 года выйти на свой первый международный бой.
Его противостояние с Полом Феррери за чемпионский титул в легчайшем весе, считается одним из лучших за всю карьеру Оуэнса. Итальянец Феррери, представляющий Австралию, завладевший титулом ещё до встречи, считался тяжелым и даже более чем непреодолимым препятствием для сравнительно неопытного Оуэна. Удары Феррери находили свою цель, и оба боксера держались хорошо на протяжении пятнадцати раундов. Но к концу австралиец стал уставать, а удары не несли должного эффекта на Оуэна, когда тот продолжал прессинговать Феррери. Судьи, впечатленные выступлением Оуэна, объявили его первым чемпионом в легчайшем весе из Уэльса.
Победы Оуэна привели его к европейскому титулу, принадлежавшему Хуану Франциско Родригезу из Испании. Это был восемнадцатый бой Оуэна и первый за рубежом, ставший самым спорным матчем. Местом проведения боя стал родной город чемпиона Альмерия, известного своим грязным стилем боя. Родригез также заявил со своей командой, что прибавил в весе, хотя это было трюком, дабы усыпить бдительность Оуэна. В течение матча, чемпион прибегал к ударам локтями и головой, так же используя лишнее время, ссылаясь на жирные перчатки противника, которые сказывались на его зрение. Оуэн же, доминирующий весь бой, стал жертвой местных предрассудков, при этом руководители оставили его без гонорара.
До встречи с Лупе Пинтором, это было единственное поражение, но меньше чем через год смог отомстить. Защищая свой титул чемпиона Европы, Родригез отправился в Эббу Вейл, где достойно выстоял его. Четыре месяца спустя Оуэн успешно защитил титул чемпиона Британии в третий и последний раз, получив сразу пояс Лонсдэйла. Его следующим выступлением было в Лос-Анджелесе в борьбе за главный пояс чемпиона мира.

## Последний бой и смерть
Мексиканский боец, Лупе Пинтор в крайне тяжелом бою против своего старого товарища Карлоса Зарате завладел поясом по версии WBC. Зарате ушёл в отставку, а Пинтор доказал, что является достойным преемником, и у Оуэна шансы были минимальны, когда они встретились 19 сентября 1980 года в Лос-Анджелесе, Grand Olympic Auditorium.
Несмотря на различный стиль бойцов, Оуэн показал свою настойчивость чемпиону. Когда гонг оповестил о конце восьмого раунда, большинство отмечали преимущество валлийца, но он быстро выдохся к девятому раунду и был отправлен в свой первый нокдаун в профессиональной карьере. Оуэн вёл бой уже по инерции, к девятому раунду господство Пинтора было ощутимо. Беда пришла на двадцать пятой секунде двенадцатого раунда. Оуэн был отправлен в нокаут, а Пинтор сохранил свой титул. Оуэн оставался лежать на спине ещё пять минут после нокаута, после его унесли с ринга. Страховщики оплатили около $94,000 за медицинское обслуживание, но результата так и не последовало.
У Оуэна диагностировали необычайно тонкую костную структуру черепа; несмотря на хирургическое вмешательство, впал в кому и не приходя в сознание, он скончался 4 ноября 1980 года, в возрасте 24 лет.
Семья Оуэна не обвиняла чемпиона мира в убийстве родственника, и вскоре после смерти Джонни, Пинтор направил ей слова поддержки, призвав крепиться. Спустя двадцать лет, памятник Джонни Оуэну был установлен в Мертир-Тидвил. По просьбе отца Оуэна, открытие мемориала произвёл сам Лупе Пинтор. Статуя была создана Джеймсом Даном.